# سیارک ۵۷۸۱
سیارک ۵۷۸۱ (به انگلیسی: 5781 Barkhatova، نامگذاری:1990SM28) پنج هزار و هفتصد و هشتاد و یکمین سیارک کشف شده‌است که در ۲۴ سپتامبر ۱۹۹۰ کشف شد.
قدر مطلق سیارک برابر ۱۲٫۹۰ است.